# Strange Clouds (bài hát)
"Strange Clouds" là một ca khúc của nam ca sĩ nhạc hip hop người Mỹ B.o.B, hợp tác với nam ca sĩ nhạc rap Lil Wayne và được sản xuất bởi Dr. Luke và Cirkut. Hãng đĩa Atlantic đã thông báo rằng ca khúc sẽ được phát hành trên iTunes vào 27 tháng 9 năm 2011. Đây là đĩa đơn đầu tiên trích từ album phòng thu thứ hai của B.o.B, Strange Clouds. Ngay trong tuần đầu phát hành, ca khúc đã có 197,000 bản tải kĩ thuật số được tiêu thụ, ra mắt tại vị trí thứ 7 trên bảng xếp hạng Billboard Hot 100. Cho đến nay "Strange Clouds" đã bán được 1.3 triệu bản kĩ thuật số trên toàn thế giới.

## Tiếp nhận
Caryn Ganz từ tờ Rolling Stone đã đánh giá "Strange Clouds" 3/5 sao, và dành nhiều lời khen ngợi cho ca khúc.

## Phối khí
Bản remix chính thức của "Strange Clouds" được phát hành ngày 12 tháng 1 năm 2012, với sự hợp tác của T.I. và Young Jeezy. Bản remix này vẫn được sản xuất bởi Dr. Luke, nhưng đoạn điệp khúc của B.o.B có một chút thay đổi.
Bản remix chính thức thứ hai có sự hợp tác của nam ca sĩ nhạc rap Tech N9ne. Nó đã được đề cập vào ngày 6 tháng 2 năm 2012 bởi Tech N9ne qua blog và Twitter chính thức của anh. Sau đó, vào 5 tháng 4 năm 2012, B.o.B đã xác nhận điều này qua một lời đáp với người hâm mộ trên Twitter.

### Video phối khí
Video ca nhạc chính thức cho bản remix của "Strange Clouds" được phát hành vào ngày 1 tháng 2 năm 2012. Video này được đạo diễn bởi 1st Impressions.

## Xếp hạng
| Bảng xếp hạng (2011–12)            | Vị trí cao nhất |
| ---------------------------------- | --------------- |
| Canada (Canadian Hot 100)          | 26              |
| Anh Quốc (OCC)                     | 72              |
| Mỹ Billboard Hot 100               | 7               |
| Mỹ Billboard Hot R&B/Hip-Hop Songs | 43              |
| Mỹ Billboard Rap Songs             | 16              |
| New Zealand (Recorded Music NZ)    | 39              |
| Thụy Sĩ (Schweizer Hitparade)      | 47              |
| Úc (ARIA)                          | 69              |

## Chứng nhận
| Quốc gia                                                                                             | Chứng nhận  | Số đơn vị/doanh số chứng nhận |
| --- | ----------- | ----------------------------- |
| Canada (Music Canada)                                                                                | Vàng        | 40.000*                       |
| Hoa Kỳ (RIAA)                                                                                        | 2× Bạch kim | 2.000.000‡                    |
| * Chứng nhận dựa theo doanh số tiêu thụ. ‡ Chứng nhận dựa theo doanh số tiêu thụ và phát trực tuyến. |             |                               |

## Lịch sử phát hành
| Quốc gia | Ngày                | Định dạng       | Hãng đĩa         |
| -------- | ------------------- | --------------- | ---------------- |
| Mỹ       | 27 tháng 9 năm 2011 | Tải kĩ thuật số | Atlantic Records |